# Jean Romilly
Pour les articles homonymes, voir Romilly.

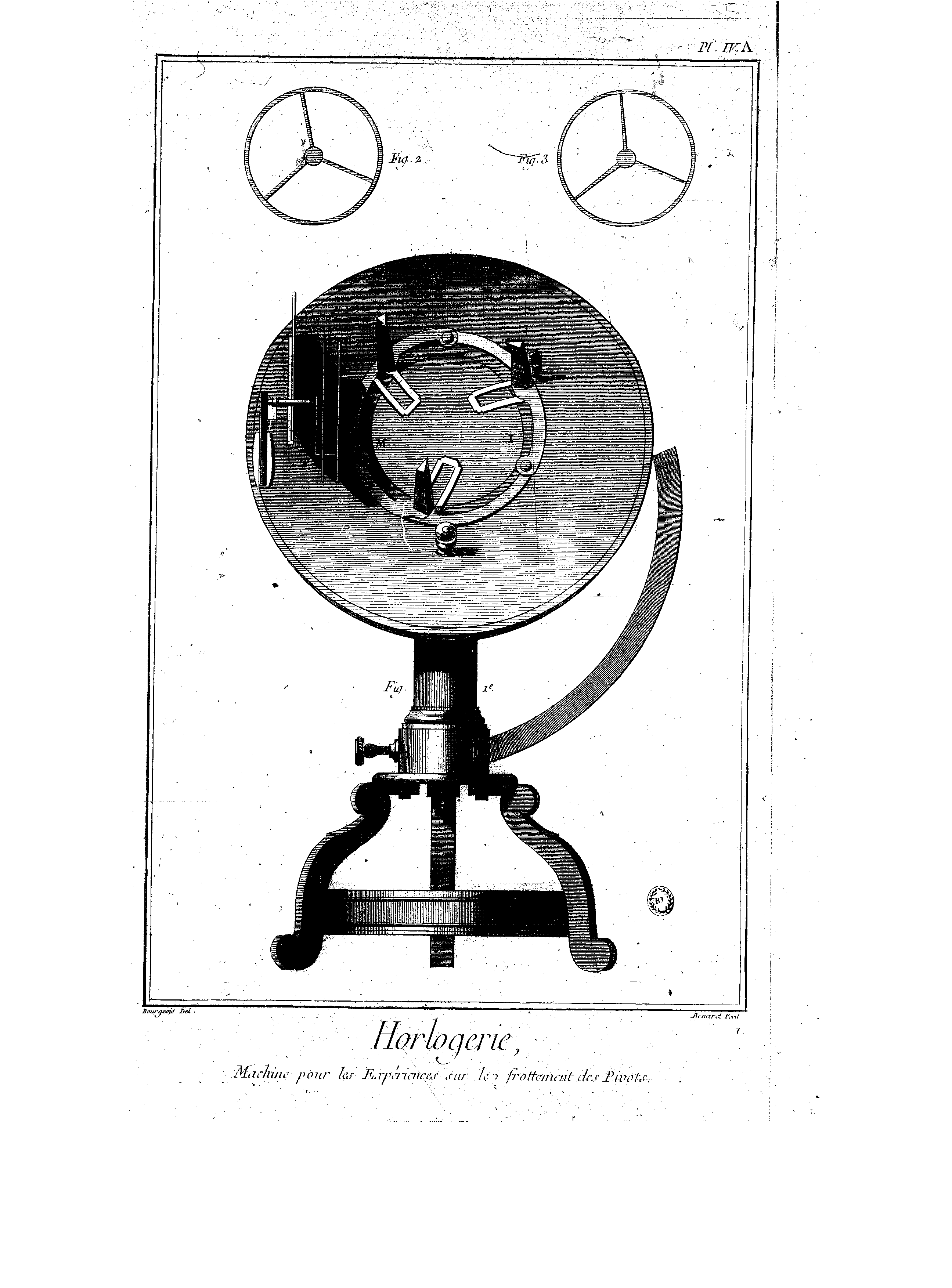
Planche Horlogerie de l’Encyclopédie, t. 3., p. 405.

Jean Romilly, né à Genève en juin 1714 et mort à Paris le 16 février 1796, est un horloger, journaliste et encyclopédiste genevois.

## Biographie
D’une famille d'horlogers huguenots de Gien-sur-Loire réfugiée à Genève depuis 1627, Romilly s’est fait connaître par divers perfectionnements qu’il a apportés dans son art. Il exécuta, entre autres ouvrages remarquables, une montre qui pouvait marcher un an entier sans être remontée, mais il laissa à Berthoud l’honneur de donner à son invention le degré d’exactitude nécessaire.
Romilly a été un des fondateurs du Journal de Paris en 1777, et un des rédacteurs de l’Encyclopédie de Diderot et d’Alembert, à laquelle il a fourni des articles sur la partie théorique de l’horlogerie. Ses manuscrits comportent un nombre invraisemblable de fautes d’orthographe et de ponctuation.
Son fils, le théologien Jean-Edme Romilly a collaboré, comme lui à l’Encyclopédie ; sa fille, Jeanne, est la grand-mère du général Cavaignac.

## Sources
- E. Haag, La France protestante, t. 8, Paris, Joël Cherbuliez, 1858, p. 513
- Dictionnaire des journalistes
- Emmanuel Boussuge et Françoise Launay, « La montre cassée : Diderot et Buffon au secours de l’horloger Jean Romilly (correspondance et documents inédits) », Recherches sur Diderot et sur l’Encyclopédie, 2021/1 (n° 56), p. 233-261.
- (de) « Romilly », dans Historisch-Biographisches Lexikon der Schweiz (lire en ligne), p. 692